# Bjeloruska grkokatolička Crkva
Bjeloruska grkokatolička Crkva (bje. Беларуская грэка-каталіцкая царква, BHKC) je jedna od 23 Istočne katoličke Crkve sui iuris (po svom pravu) u zajedništvu s drugim Crkvama istočnog obreda te u punom zajedništvu s rimskim papom kojeg priznaje za poglavara. Bjeloruska grkokatolička Crkva je regulirana Istočnim kanonskim pravom, odnosno Zakonikom kanona istočnih Crkava.

## Povijest
Bjeloruska katolička Crkva smatra se tradicionalnom bjeloruskom Crkvom koja je prihvatila nadležnost Svetog Oca u Rimu nakon pada i degradacije Crkve u Konstantinopolu tijekom 15. i 16. stoljeća. Kao rezultat dogovora između bjeloruskih crkvenih poglavara i Svete stolice u Rimu, 1596. stvorena je Brestska crkvena unija. Tim činom svi Bjelorusi zajedno s Ukrajincima prihvatili su nadležnost Rima, ali su zadržali vlastiti bizantski crkveni obred i druga zatražena prava. 
Ipak u periodu između dva svjetska rata priznata je kao Crkva sui juris (tj. s vlastitim pravima). Poslije Prvog svjetskog rata u područjima koja su pripadala Poljskoj imala je oko 30,000 vjernika, 1931. je imenovan apostolski vizitaror dok je 1940. imenovan vlastiti egzarh, koji pak zbog rata nije mogao normalno djelovati. 
Pošto su područja istočne Poljske poslije Drugog svjetskog rata pripala Sovjetskom Savezu, dolazi do prisilnog spajanja Bjeloruske grkokatoličke Crkve s Ruskom pravoslavnom Crkvom. Poslije rata je bilo nekoliko zajednica u Poljskoj kao i nekoliko zajednica Bjeloruske grkokatoličke Crkve sastavljenih od emigranata u SAD-u i Zapadnoj Europi.
S nastankom neovisne republike Bjelorusije, 1991., oživljava ponovno tradicija Bjeloruske grkokatoličke Crkve i istočno od rijeke Bug i nastaju ponovno župe s nekoliko tisuća vjernika. Zbog malog broja vjernika Sveta Stolica nije Bjeloruskoj grkokatoličkoj Crkvi dozvolila uspostavu vlastite hijerarhije. Umjesto toga postaje podložna rimo-katoličkim biskupijama. 
Kao podršku Bjeloruskoj grkokatoličkoj Crkvi, papa Ivan Pavao II. je 1993., imenovao dodatnog apostolskog vizitatora, arhimandrita Sergiusza Gajeka. U papinskim dokumentima je Bjeloruska grkokatolička Crkva označena kao zajednica, a ne kao odvojena Crkva, i ona je potpuno podređena latinskom crkvenom obredu, iako se na crkvene poslove primjenjuje specijalno crkveno pravo za grkokatolike.